# James Esdaile
James Esdaile (Montrose, Angus, Escocia, 6 de febrero de 1808 - 10 de enero de 1859), médico británico,  conocido como el padre de la anestesia hipnótica. Su método se utilizaba antes de la invención del cloroformo. 
Hijo de un ministro protestante, estudió medicina en Edimburgo, donde se graduó en 1830; fue contratado por la Academia Británica del Este de India y por ende se trasladó a Calcuta, la capital de la India Británica, en 1840. Pasó la mayor parte de su vida en la India. Y adquirió la habilidad de la terapia no medicinal india gracias a un mago bengalí. 
El Dr. Esdaile hizo su primera operación a un paciente cautivado el 4 de abril de 1845, en un hospital nativo en Hooghly (Kolkata) (Nótese que muchas fuentes incorrectamente afirman que el paciente estaba hipnotizado, cuando en verdad estaba cautivado). Su trabajo más famoso fue un libro que fue publicado con el nombre de Hipnosis en Medicina y Cirugía. Un título inapropiado dado que Esdaile nunca utilizó la hipnosis, solo cautivaba. Dejó la India en 1851. Murió a los 50 años el 10 de enero de 1859.

## Obras importantes
- Esdaile, J., Letters from the Red Sea, Egypt, and the Continent, (Calcutta), 1839.
- Ernst, W., "“Under the Influence” in British India: James Esdaile's Mesmeric Hospital in Calcutta, and its Critics", Psychological Medicine, Vol.25, No.6, (November 1995), pp.1113-1123.
- Ernst, W., "Colonial Psychiatry, Magic and Religion. The Case of Mesmerism in British India", History of Psychiatry, Vol.15, No.57, Part 1, (March 2004), pp.57-71.
- Esdaile, J., Mesmerism in India, and its Practical Application in Surgery and Medicine, Longman, Brown, Green, and Longmans, (London), 1846. [Reimpreso a menudo bajo título engañoso e inexacto "Hypnotism in India"]
- Esdaile, J., Natural and Mesmeric Clairvoyance, With the Practical Application of Mesmerism in Surgery and Medicine, Hippolyte Bailliere, (London), 1852.
- Gauld, A., A History of Hypnotism, Cambridge University Press, (Cambridge), 1992.
- Pulos, L., "Mesmerism Revisited: The Effectiveness of Esdaile's Techniques in the Production of Deep Hypnosis and Total Body Hypnoanaesthesia", American Journal of Clinical Hypnosis, Vol.22, No.4, (April 1980), pp.206-211.
- Schneck, J.M., "James Esdaile, Hypnotic Dreams, and Hypnoanalysis, Journal of the History of Medicine, Vol.6, No.4, (Autumn 1951), pp.491-495.

- Datos: Q2744810
- Multimedia: James Esdaile / Q2744810